# کوری استول
کوری استول (انگلیسی: Corey Stoll؛ زاده ۱۴ مارس ۱۹۷۶) بازیگر اهل ایالات متحده آمریکا است. وی از سال ۲۰۰۱ میلادی تاکنون مشغول فعالیت بوده‌است.

## بخشی از فیلمشناسی
از فیلم‌ها یا برنامه‌های تلویزیونی که وی در آن نقش داشته‌است می‌توان به آثار زیر اشاره کرد.
- (۲۰۰۶) - شماره شانس اسلوین
- (۲۰۰۷) - شماره ۲۳
- (۲۰۱۰) - سالت
- (۲۰۱۱) - نیمه‌شب در پاریس
- (۲۰۱۲) - میراث بورن
- (۲۰۱۴) - اینجا شما را ترک می‌کنم
- (۲۰۱۴) - بدون توقف
- (۲۰۱۵) - مرد مورچه‌ای
- (۲۰۱۵) - عشاء ربانی سیاه
- (۲۰۱۵) - جاهای تاریک
- (۲۰۱۵) - بیهوشی
- (۲۰۱۶) - طلا
- (۲۰۱۶) - کافه سوسایتی
- (۲۰۱۸) - نخستین انسان
- (۲۰۱۸) - مرغ دریایی
- (۲۰۱۹) - گزارش
- (۲۰۲۱) - قدیسان فراوان نیوآرک
- (۲۰۲۱) - داستان وست ساید
- (۲۰۲۳) - مرد مورچه‌ای و زنبورک: شیدایی کوانتومی
- (۲۰۲۳) - ماه سرکش